# リックロール
リックロール (Rickroll) とは、ネット上で説明と異なる内容のハイパーリンクを貼る行為である。イギリスの歌手リック・アストリーの1987年の楽曲「ギヴ・ユー・アップ（Never gonna give you up）」のミュージック・ビデオの釣りリンクに端を発するため、歌手名をとって名付けられた。

## 概要
英語圏の画像掲示板である4chanにおいて、「性的な動画のリンク先」などと称して別の動画にアクセスさせる、いわゆる「釣り」行為が多発していた。釣り動画は「ダックロール」 (duckroll) と呼ばれる、車輪の付いたアヒルのおもちゃの動画が定番となっていたが、2007年にいつものダックロールの代わりにリック・アストリーの「ギヴ・ユー・アップ」のミュージック・ビデオへのリンクが張られたのがそもそもの発端である。
「ギヴ・ユー・アップ」は1980年代のヒット曲であるが、今となっては時代遅れなダンスや楽曲が英語圏のインターネット利用者に衝撃を与え、釣りリンクを踏んだ人たちは動画サイトのコメント欄に「Rickrolled」（リックロールされた）などと書き込んだ。
その後、いくつかのメジャーなメディアで報道され、「ギヴ・ユー・アップ」のパロディ動画が作られたりするなど、4chanのみならず英語圏のインターネット全体でリックロールが流行することとなった。

## 影響
リックロールの流行によりリック・アストリー本人への注目も集まり、2008年11月に行なわれたMTVヨーロッパ・ミュージック・アワードでは、大量のオンライン投票により、「Best Act Ever（過去最高の歌手）賞」を受賞してしまう事態となるが、この異常な状況に対してアストリー本人は「I just felt it was a bit of a daft award.（ちょっとばかりふざけた賞だなと思うだけ）」とし、「I think MTV were thoroughly rickrolled（MTVは完全にリックロールされたんだと思う）」と述べたが、その一方で、自分に投票してくれた人々に対して感謝の言葉も述べている。なお、YouTubeでの「ギヴ・ユー・アップ」の動画再生回数は2010年8月末の時点で3,900万回に及んでいたが、アストリー本人が作詞作曲した楽曲でないため、アストリーが手にした印税はわずか12ドルだった。
2024年、YouTube上で「ギヴ・ユー・アップ」の動画再生数が16億回を突破した。